# Colette Darfeuil
Colette Darfeuil, all'anagrafe Emma Henriette Augustine Floquet (Parigi, 7 febbraio 1906 – Montfort-l'Amaury, 15 ottobre 1998) è stata un'attrice francese.

## Biografia
Darfeuil ha iniziato la carriera cinematografica sin dall'età di 14 anni nel 1920 in Les Étrennes à travers les âges diretto da Pierre Colombier ed è continuata fino ai primi anni '50. Nonostante una carriera di successo che è durata per più di due decenni, non ha mai raggiunto la celebrità e dopo il 1946, quando sua madre è morta, è apparsa raramente davanti alla telecamera. Nel 1953 si ritirò definitivamente dalla recitazione.

## Filmografia
- Les Étrennes à travers les âges, regia di Pierre Colombier - cortometraggio (1920)
- L'Affaire du courrier de Lyon, regia di Léon Poirier (1923)
- Le Retour à la vie, regia di Jacques Dorval (1923)
- Château historique, regia di Henri Desfontaines (1923)
- Quelqu'un dans l'ombre, regia di Marcel Manchez (1924)
- La Justicière, regia di Maurice de Marsan e Maurice Gleize (1925)
- Der Mann im Sattel, regia di Manfred Noa (1925)
- L'Homme des Baléares, regia di André Hugon (1925)
- La Réponse du destin, regia di André Hugon (1926)
- La Flamme, regia di René Hervil (1926)
- Mots croisés, regia di Pierre Colombier e Michel Linsky (1926)
- Les Fiançailles rouges, regia di Roger Lion (1927)
- Le Navire aveugle, regia di Giuseppe Guarino (1927)
- Sables, regia di Dimitri Kirsanoff (1928)
- Paris-New York-Paris, regia di Robert Péguy (1928)
- Was eine Frau im Frühling träumt, regia di Kurt Blachy (1929)
- La roche d'amour, regia di Max Carton (1929)
- Der Mann, der nicht liebt, regia di Guido Brignone (1929)
- Sa maman, regia di Gaston Mouru de Lacotte (1929)
- La bodega, regia di Benito Perojo (1930)
- Le Procureur Hallers, regia di Robert Wiene (1930)
- Cendrillon de Paris, regia di Jean Hémard (1930)
- Voici dimanche, regia di Pierre Weill (1930)
- Tropiques, regia di Jean Godard e E. C. Paton (1930)
- Marius à Paris, regia di Roger Lion - cortometraggio (1930)
- Eau, gaz et amour à tous les étages, regia di Roger Lion - cortometraggio (1930)
- La fine del mondo (La Fin du monde), regia di Abel Gance (1931)
- Autour d'une enquête, regia di Henri Chomette e Robert Siodmak (1931)
- Y'en a pas deux comme Angélique, regia di Roger Lion (1931)
- Le Lit conjugal, regia di Roger Lion (1931)
- Pour un soir..!, regia di Jean Godard (1932)
- Le Rosier de Madame Husson, regia di Dominique Bernard-Deschamps (1932)
- Cercasi amante (Un coup de téléphone), regia di Georges Lacombe (1932)
- Tu m'oublieras, regia di Henri Diamant-Berger (1932)
- Monsieur de Pourceaugnac, regia di Tony Lekain e Gaston Ravel (1932)
- Baroud, regia di Rex Ingram e Alice Terry (1932)
- L'Âne de Buridan, regia di Alexandre Ryder (1932)
- Ce cochon de Morin, regia di Georges Lacombe (1932)
- Le Truc du Brésilien, regia di Alberto Cavalcanti (1932)
- Colette et son mari, regia di André Pellenc (1932)
- Petite bonne sérieuse, regia di Marguerite Viel e Richard Weisbach (1932)
- Miraggi di Parigi (Mirages de Paris), regia di Fyodor Otsep (1933)
- Le Martyre de l'obèse, regia di Pierre Chenal (1933)
- Le Béguin de la garnison, regia di Robert Vernay e Pierre Weill (1933)
- Tout pour l'amour, regia di Henri-Georges Clouzot e Joe May (1933)
- Pour être aimé, regia di Jacques Tourneur (1933)
- Cette nuit-là, regia di Georg Wilhelm Pabst e Marc Sorkin (1933)
- Feu Toupinel, regia di Roger Capellani (1933)
- Si tu vois mon oncle, regia di Gaston Schoukens (1933)
- La vita amorosa di Casanova (Casanova), regia di René Barberis (1934)
- Mon coeur t'appelle, regia di Carmine Gallone e Serge Veber (1934)
- Trois balles dans la peau, regia di Roger Lion (1934)
- La Maison dans la dune, regia di Pierre Billon (1934)
- Les Bleus de la marine, regia di Maurice Cammage (1934)
- Minuit... place Pigalle, regia di Roger Richebé (1934)
- Mam'zelle Spahi, regia di Max de Vaucorbeil (1934)
- Le Chéri de sa concierge, regia di Giuseppe Guarino (1934)
- Mes bretelles, regia di Gaston Schoukens (1934)
- Nous marions Solange, regia di Lucien Mayrargue - cortometraggio (1934)
- Bébé est un amour, regia di M. Rugard - cortometraggio (1934)
- Un bout d'essai, regia di Walter Kapps e E. G. de Meyst - cortometraggio (1934)
- J'épouserai mon mari, regia di Maurice Labro e Pierre Weill (1934)
- L'Espionne du palace, regia di Gaston Jacquet e Rene Rufly - cortometraggio (1934)
- Il re dei Campi Elisi (Le Roi des Champs-Élysées), regia di Max Nosseck (1935)
- La Caserne en folie, regia di Maurice Cammage (1935)
- La vergine della roccia (La Vierge du rocher), regia di Georges Pallu (1935)
- Escale, regia di Louis Valray (1935)
- Jacqueline fait du cinéma, regia di Jacques Deyrmon (1935)
- Et moi, j'te dis qu'elle t'a fait de l'œil, regia di Jack Forrester (1935)
- Le buone intenzioni (Touche-à-Tout), regia di Jean Dréville (1935)
- Jonny, haute-couture, regia di Serge de Poligny (1935)
- Cinquième au-d'ssus, regia di Jacques Daroy - cortometraggio (1935)
- Michel Strogoff, regia di Jacques de Baroncelli e Richard Eichberg (1936)
- Tout va très bien madame la marquise, regia di Henry Wulschleger (1936)
- L'amore si fa così, regia di Carlo Ludovico Bragaglia (1939)